# Podenco

Principali reti commerciali fenicie (1200-800 a.C. circa)

Il cani podenco o segugi da coniglio, in inglese Warren hound, sono una serie di razze di cani vocate alla caccia del coniglio selvatico; tipicamente queste razze sono originarie di aree del bacino del mediterraneo.
In spagnolo sono chiamati podenco, sinonimo di segugio, in portoghese podengo e in catalano coniller.
La maggior parte di questi segugi ha orecchie erette, un pelo liscio (in alcuni è ispido tipo filo metallico), un corpo snello e una coda simile a una frusta. 
A differenza dei segugi o dei levrieri che si basano su un solo senso, olfatto e vista rispettivamente, i segugi tendono a lavorare con tre sensi: olfatto, vista e udito. A volte i cani tipo podenco sono scambiati per levrieri.
Tra i podenco, il segugio cretese ha solitamente le orecchie a rosa e una coda arricciata o ricurva, mentre il Barrocal Algarvio è a pelo lungo, e il Podenco Paternero e alcuni Campaneros hanno un corpo robusto, quasi da mastino.

## Storia

Statuetta del Dio Anubi, tra il 722 e il 332 a.C. Museo Egizio, Torino.

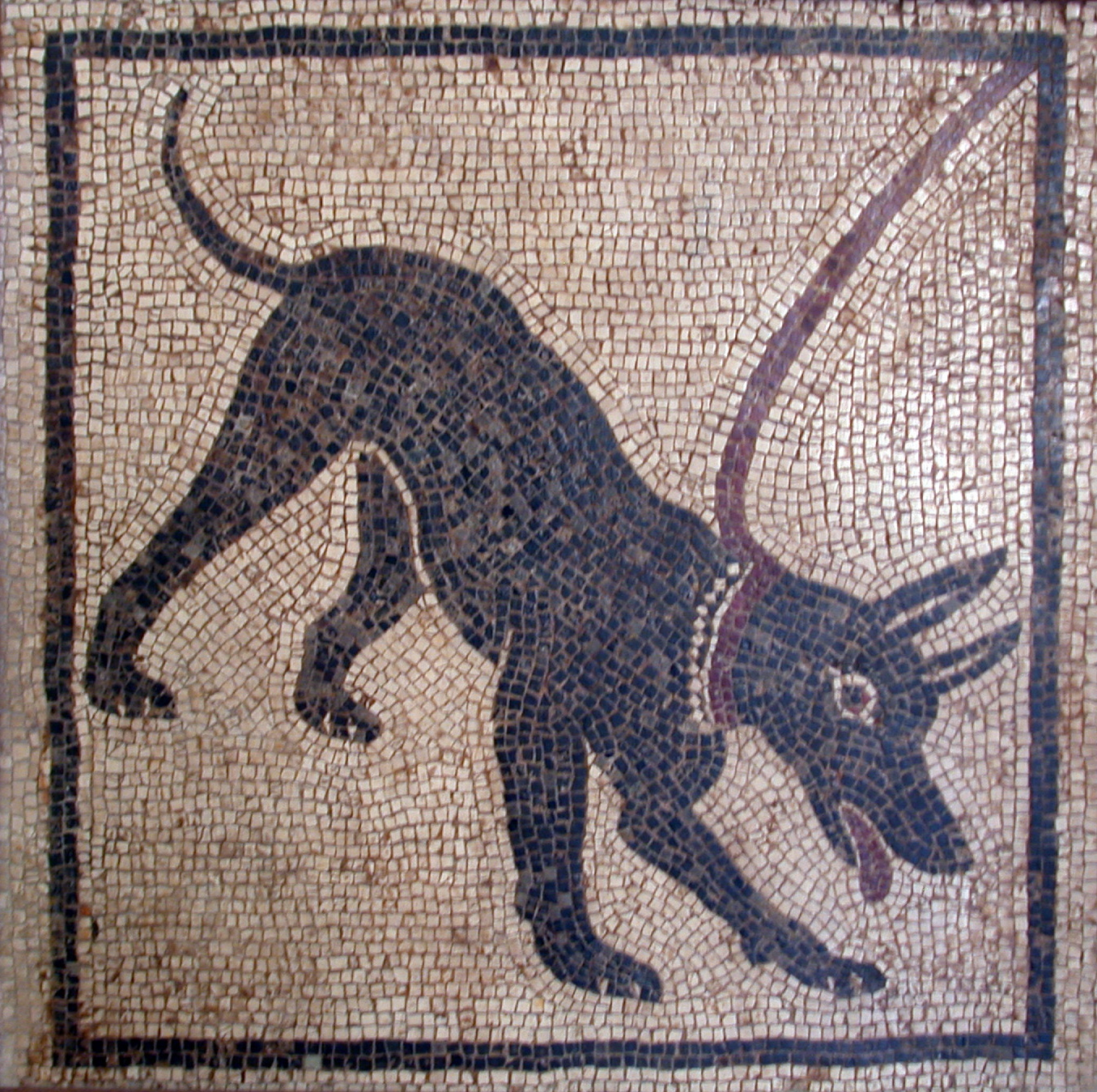
Mosaico romano con cane con collare

Si ritiene che l'origine di queste razze moderne sia nell'Antico Egitto (precisamente nella razza Tesem); infatti, il loro aspetto ricorda leggermente uno sciacallo o l'immagine del dio egizio Anubi, inoltre, si sa che questi cani sono stati portati e diffusi lungo le coste del Mediterraneo dai Fenici. 
I Fenici erano i commercianti dominanti nel Mar Mediterraneo da duemila a tremila anni fa e si espansero dalla loro patria nel Levante per stabilire colonie e stazioni commerciali in tutto il Mediterraneo, successivamente scomparvero dalla storia.
(Anne Marie Smith - Department of Old Testament and Ancient Near Eastern Studies, University of South Africa)
Recenti studi incentrati sulla storia genetica delle popolazioni umane hanno dedotto un ampio scambio e continuità tra i Fenici e le altre popolazioni mediterranee autoctone, avvalorando così l'ipotesi che, mentre i marinai fenici stabilivano insediamenti a Malta, in Sicilia, a Ibiza, nella penisola iberica e anche lungo la costa nordafricana, potrebbero aver portato con sé anche cani.
Inoltre, diversi studi genetici condotti negli ultimi anni sono giunti alla conclusione che, contrariamente alla diffusa convinzione che il segugio sia un tipo di cane primitivo importato circa 3.000 anni fa dal Medio Oriente, questi cani secondo studi genetici hanno in realtà una stretta relazione genetica con gli altri dei cani da caccia europei e non sono più "primitivi" della maggior parte di loro.

## Caratteristiche
Il segugio si distingue per l'ampio sviluppo dei suoi sensi. La sua vista, il suo olfatto e il suo udito lo rendono uno dei cani da caccia più efficaci quando si tratta di cercare prede. Sono enormemente fedeli, tanto che difficilmente si adattano ad un nuovo ambiente o ad una nuova famiglia se vengono abbandonati. Purtroppo è una delle razze più bistrattate e abbandonate negli ultimi tempi. Sono cani tranquilli, per niente aggressivi, disposti a dare amore e cure continuamente. Sono un po' spaventati e all'inizio trovano difficile fidarsi, ma diventano presto cani gentili e divertenti, avendo quindi anche un atteggiamento ammirevole, essendo cani molto rispettosi e affettuosi con qualsiasi altro essere che sia buono con loro.
Fisicamente sono stilizzati, energici e hanno un muso allungato piuttosto caratteristico. Hanno bisogno di molto esercizio e riposo poiché sono cani molto attivi. Sono ideali per qualsiasi tipo di famiglia, in particolare per le famiglie con bambini.
È una delle razze più empatiche esistenti, da qui questa fedeltà incondizionata alla sua famiglia. È enormemente sensibile agli stati d'animo, intuendo lo stato d'animo del padrone e cercando di dimostrare il proprio sostegno.

## Razze
Fanno parte di questo gruppo di cani, le seguenti razze: in grassetto le razze riconosciute nei vari Club cinofili
- Barrocal Algarvio[7][8] (cane del Barrocal Algarve),[9] CPC: Registrazione iniziale[10]
- Ca Coniller de Menorca (ca de conills, in spagnolo can de conejos de Menorca)[11][12]
  - Large (grande)
  - Medium (medio)
  - Small (piccolo)
  - Pelo corto (corto)
  - Pelo ruvido (áspero)
- Charnaigre[13][14][15] (charnigou, charnego, in Francese charnigue, charnègre)[16] (estinto)
- Cirneco dell'Etna, FCI/AKC
- Cirneco di Bagheria (cirneco della Sicilia occidentale)[17]
- Cirneco di Lampedusa (probabilmente estinto)[18]
- Cretan Hound (Κρητικός Λαγωνικός[19] [kritikos lagonikos]),[20] KOE/VDH
- Ibizan Hound (ca eivissenc, in spagnolo podenco ibicenco), FCI/AKC
  - Pelo ruvido (duro)
  - Pelo liscio (liso)
  - Pelo lungo (largo) - incluso nel pelo ruvido nello standard FCI, descritto separatamente nello standard RSCE
- Maneto (Andalusian Hound Maneto),[21] RSCE
- Pharaoh Hound (kelb-tal fenek, letteralmente  "cane da coniglio"), FCI/AKC
- Podenco andaluso,[22][23] RSCE
  - Large (grande)
  - Medium (medio)
  - Small (piccolo)
  - Pelo corto (Corto-type)
  - Pelo duro (Cerdeño-type)
  - Pelo lungo (Sedeño-type)[22]
- Podenco enano del Hierro[24][25]
- Podenco orito[26][27][28] (podenco orito español),[29][30][31] RSCE: Grupos Étnicos[32]
- Podenco palmero (podenco canario de la laurisilva, podenco del monte de la laurisilva)[33][34]
- Podenco paternero (podenco paternino de huelva,[35] podenco de paterna[36])
- Podengo Crioulo[37][38] (aracambé, in portoghese podengo brasileiro, pé duro), Sociedade Brasileira de Cinofilia (SOBRACI)[39]
  - Large (grande) (non accettato ufficialmente dallo standard della SOBRACI)[39]
  - Medium (medio)
  - Small (pequeno, miniatura, terrier de minas)
  - Pelo corto (curto)
  - Pelo duro (duro)
  - Pelo lungo (longo)
- Podengo galego[40][41] (coalleiro galego, in Spanish podenco gallego), Xunta de Galicia[40]
  - Pelo corto  (corto)
  - Pelo duro (duro)[42] (extinct)[41]
- Portuguese Warren Hound[43] (podengo português), FCI/AKC
  - Large (grande)
  - Medium (medio)
  - Small (piccolo)
  - Pelo corto (liso, curto)
  - Pelo lungo (cerdoso, longo)
- Xarnego Valencià[44] (in spagnolo podenco valenciano),[45][46] RSCE
  - Pelo corto (pelo liso)
  - Pelo duro (pelo duro)
  - Pelo lungo (pelo sedeño)